# Keila (nombre)
Keila es un nombre propio femenino en su variante en español. La primera referencia que se tiene de este nombre es en la Biblia, donde aparece la ciudad de "Queilá", que en hebreo significa "Fortaleza" o "cercado". Era el pueblo fortificado de los cananeos y estaba en la Sefela, en Judá. En persa significa "bella".

## Etimología
En la biblia en el Antiguo Testamento el nombre de Keila hace referencia a una ciudad de la llanura de Judá Josue 15:44 y 1 Samuel 23:1.

## Equivalencias en otros idiomas
| Variantes en otras lenguas | Variantes en otras lenguas |
| -------------------------- | -------------------------- |
| Español                    | Keila                      |
| Japonés                    | ケイラ                     |
| Chino                      | 凯拉                       |
| Árabe                      | Leila                      |
| Ruso                       | Кейла                      |

- Datos: Q5958883